# General Alvarado
Pour les articles homonymes, voir Alvarado.
General Alvarado est un partido de la province de Buenos Aires fondé en 1891 dont la capitale est Miramar.

## Villes et localités
- Colón
- Comandante Nicanor Otamendi
- Ferré
- Miramar, chef-lieu